# Jan Kuijpers
Joannes Maria Elisabeth (Jan) Kuijpers (Eindhoven, 11 september 1946) is een emeritus hoogleraar in de astronomie aan de Radboud Universiteit Nijmegen.
Kuijpers studeerde theoretische sterrenkunde aan de Universiteit Utrecht. Daar promoveerde hij in 1976  op de interpretatie van radiostraling van de zon. Hij deed een postdoctorale stage aan het Institute of Astronomy van de Universiteit van Cambridge en was werkzaam aan de Universiteit Utrecht. In 1991 werd hij deeltijd-hoogleraar aan de Katholieke Universiteit Nijmegen. In 2001 volgde een voltijd aanstelling en Kuijpers werd grondlegger van de Nijmeegse sterrenkunde-afdeling, in samenwerking met Paul Groot. Tussen 2006 en 2010 was hij decaan van de Nijmeegse bètafaculteit en in 2011 ging hij met emeritaat. Op 6 april 2009 werd hij benoemd tot ridder in de Orde van de Nederlandse Leeuw voor zijn verdiensten voor de Nijmeegse sterrenkunde. Hij is gehuwd met juriste en bestuurder Carla Kuijpers-Groensmit met wie hij twee kinderen kreeg.